# Miasto Sremska Mitrovica
Miasto Sremska Mitrovica (serb. Grad Sremska Mitrovica / Град Сремска Митровица) – jednostka administracyjna w Serbii, w Wojwodinie, w okręgu sremskim. W 2018 roku liczyła 75 873 mieszkańców.